# JŽ-Baureihe 342
Die Elektrolokomotiven der Baureihe 342 wurden in den 1960er Jahren vom italienischen Maschinenhersteller Ansaldo für die Jugoslawische Eisenbahnen (JŽ) gebaut.
Sie wurden für den Einsatz im slowenischen Eisenbahnnetz konzipiert und gelten als verkleinerte Version der 362. Mit der Unabhängigkeit Sloweniens 1991 wurden die Lokomotiven durch die Slowenischen Staatsbahnen übernommen.
Nach der Inbetriebnahme modernerer Baureihen wurden in den 2000er Jahren einige Fahrzeuge an zwei italienische Bahngesellschaften verkauft, wo sie aufgrund der identischen Fahrleitungsspannung und -geometrie ebenfalls eingesetzt werden können: acht kamen 2002 zu den Ferrovie Nord Milano (FNM), sechs 2005 zu den Ferrovie Emilia Romagna (FER). Beide reihten sie in der Gruppe E.640 ein und setzten sie vor Güterzügen auf der RFI ein. Die Loks wurden inzwischen durch modernere Loks ersetzt und dienen nur noch als Reserve.
Für den Verkehr in Kroatien wollen die ÖBB für ihre Tochter Rail Cargo Hungaria fünf Loks der Baureihe 342 der SŽ kaufen.

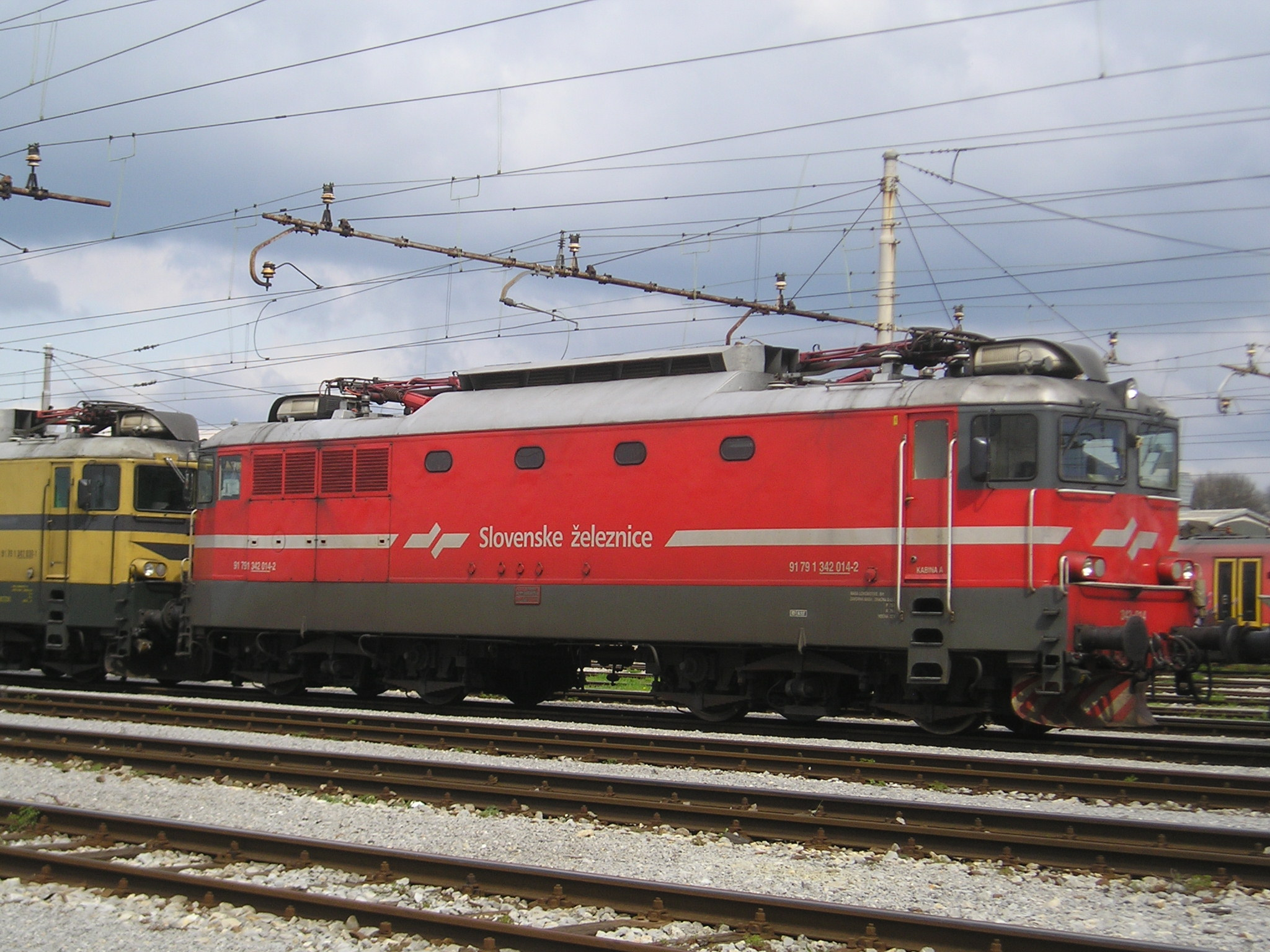
342 der SŽ
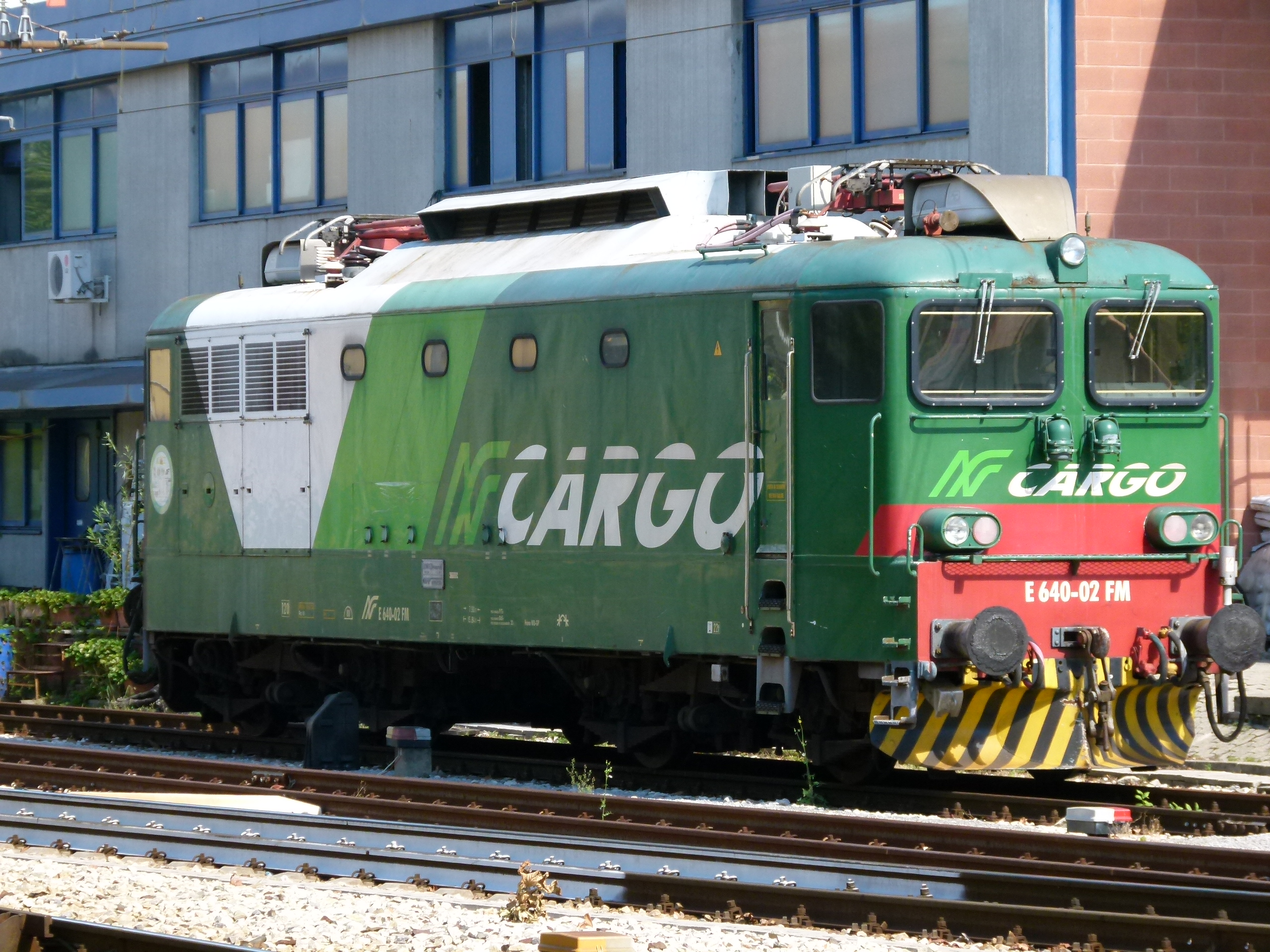
E.640 der FNM
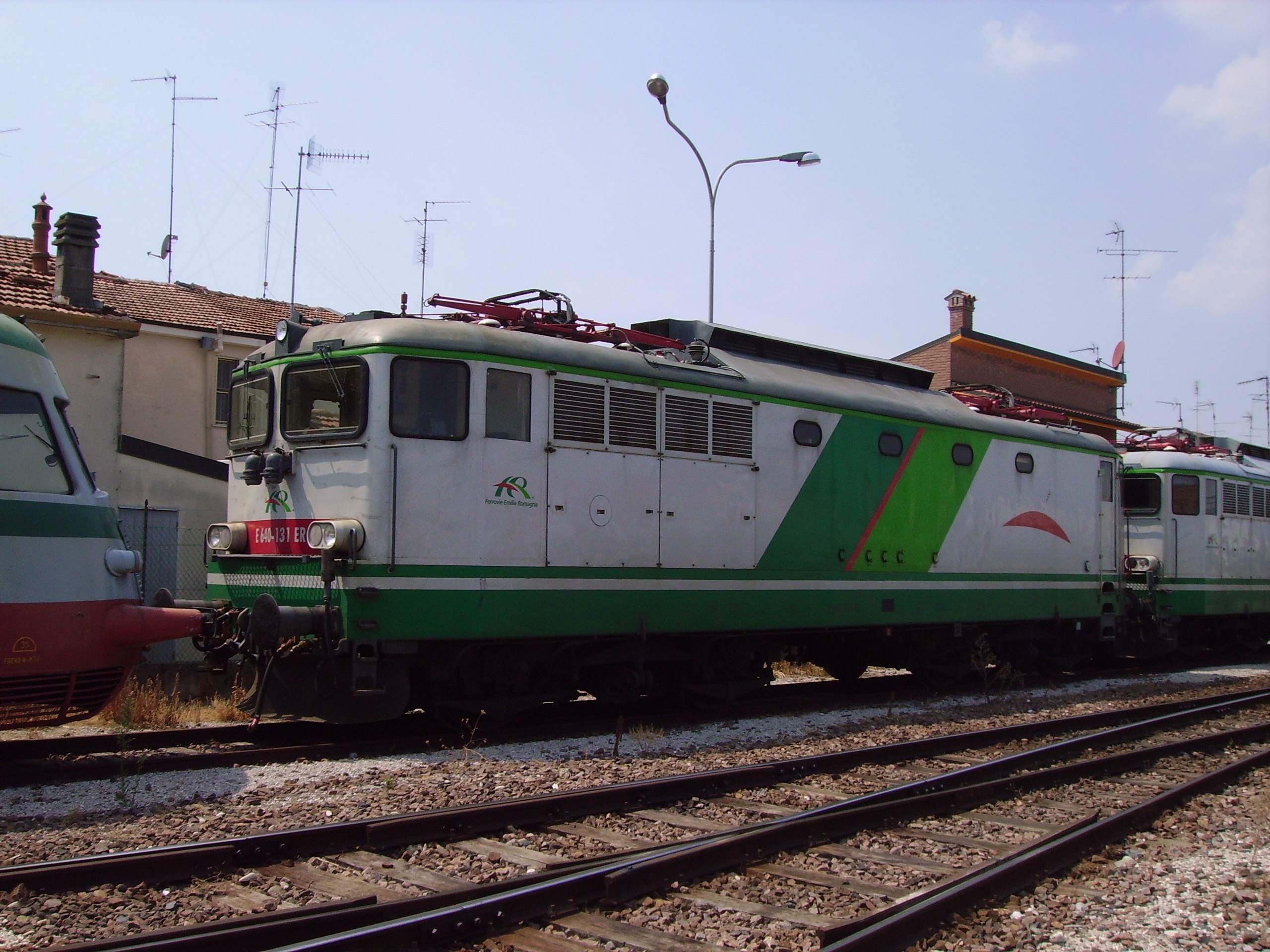
E.640 der FER